# La Lora
La Lora es un páramo calizo del Mesozoico al sur de la cordillera Cantábrica que se encuentra al norte de la provincia de Burgos (Castilla y León) y al sur de Cantabria. Concretamente se sitúa en los límites del municipio cántabro de Valderredible (que se sitúa al norte) y los municipios burgaleses de la comarca de Páramos. Desde 2017 da nombre al Geoparque Las Loras, el primer geoparque de la Unesco en Castilla y León.

## Pueblos
- Ayoluengo
- Lorilla
- Sargentes de la Lora
- Valdeajos

## Geomorfología

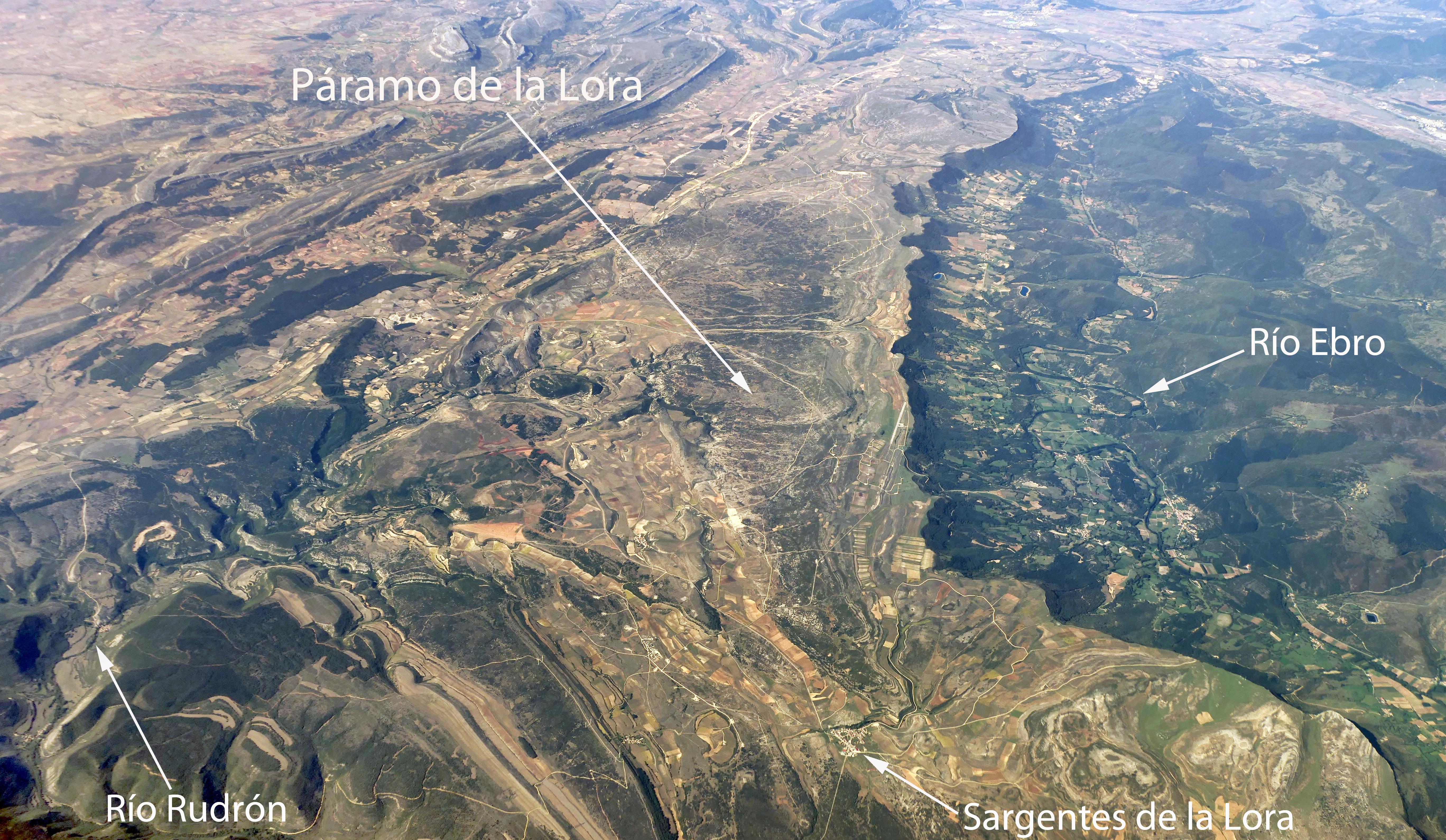

Tal páramo tiene las características propias de este tipo de estructuras geológicas tanto en sus aspectos litológicos, climáticos, edáficos, biológicos como en sus aspectos humanos.
Todo el páramo pertenece a la cuenca alta del Ebro. Pero el agua no va hacia Valderredible, valle cántabro por donde pasa el Ebro, sino hacia el Rudrón, que al erosionar esta superficie ha originado el Valle del Rudrón hacia el que discurren tanto las aguas en superficie como subterráneas de La Lora. Por tanto el Rudrón recoge las aguas de buena parte de este páramo como se puede comprobar en el Pozo la Torca de Barrio Panizares entre otros.

## Paisaje
Llanura con algunas ondulaciones del terreno. Con vegetación natural de porte bajo pues el arbolado desde hace siglos fue suprimido para despejar terreno para pastos y tierras de labor por lo que se ha reducido a algunos lugares propicios pues los habitantes de estos pueblos tenían que dejar árboles para obtener leña como combustible.

## El petróleo

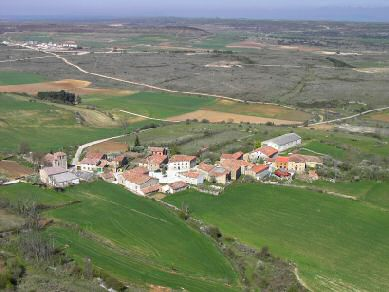
Ayoluengo

En este páramo se descubrió petróleo el 6 de junio de 1964. La exploración fue realizada por la empresa Amospain (subsidiaria de Standard Oil y Texaco) sobre la que recaía todo el asunto técnico y personal experto y especializado,  apareciendo Campsa como mera comparsa testimonial. 
El 9 de febrero de 1967 se inicia su explotación comercial autorizada oficialmente el 29 de diciembre de 1966. El 7 de abril de 1967 fue aprobada la instalación y utilización de un oleoducto entre Ayoluengo y Quintanilla Escalada.

“En junio se cumplirán 50 años del descubrimiento del pozo de petróleo de Ayoluengo. El No-Do, el informativo televisivo oficial de la época, recibió el hallazgo con entusiasmo. “Las perspectivas son esperanzadoras. El primer chorro echó 5.000 litros en pocos minutos. Hay un paciente compás de espera en la comarca de La Lora, así como en toda España y en el mundo ante la noticia”, relató una edición del No-Do en 1964.

Con el tiempo, las expectativas se fueron diluyendo. El nivel de bombeo ha caído desde los 5.000 barriles diarios que llegó a extraer la empresa estadounidense Chevron, al final de los años sesenta, hasta los 100 barriles actuales, con Leni Gas & Oil como propietario. La producción acumulada del pozo en toda su historia asciende a 18 millones de barriles, cifra que apenas cubre el consumo español de diez días.
En realidad, según expertos, lo más espectacular del pozo de Ayoluengo es que siga en funcionamiento pese a sus modestos números, y que todavía atraiga nuevos inversores. Leni Gas & Oil ha alcanzado un preacuerdo para vender el 65% del yacimiento a Pansoinco, una firma italiana de ingeniería. El precio asciende a 2 millones de euros. “Aunque produzca poco, el coste de extracción es bajo y con el barril a cien dólares, Ayoluengo es rentable”, indica un directivo del sector petrolero. En 2012, Leni Gas & Oil ganó más de medio millón de euros con el pozo.
David Lenigas, presidente de la empresa propietaria del pozo desde 2007, afirma que el atractivo de Ayoluengo se debe a que sus reservas todavía albergan más de 100 millones de barriles y a la existencia de áreas cercanas donde podría descubrirse más petróleo y gas. La alianza con Pansoinco serviría para financiar un plan de inversión para incrementar la producción con nuevas técnicas y busca nuevos pozos, afirma Leni.
Pero ese plan afronta dos posibles obstáculos. El primero es que la concesión para la explotación del pozo vence en 2017, y Leni tiene que iniciar los trámites para ganar una extensión de diez años. Aunque no se esperan problemas para obtener la prórroga, las inversiones pueden verse frenadas hasta que sea confirmada. Y el segundo problema de Ayoluengo, según fuentes del sector, es que su crudo tiene un alto contenido de azufre que dificulta su destilación en refinería. Por ello, toda la producción actual es vendida a un precio inferior al de mercado al grupo Saint Gobain, que quema el crudo en una fábrica de vidrio.“ 

Transcurridos 50 años desde su descubrimiento prácticamente nada del dinero producido ha revertido en La Lora como se puede comprobar viendo los pueblos. Como mucho, algunas personas de estos pueblos trabajaron en estos yacimientos al inicio de la explotación y poco más. Dinero sí se ha sacado y se sigue sacando pues la explotación no ha cesado en estos 50 años; en caso contrario la extracción hubiera finalizado y eso no ha sucedido.

## Observatorio astronómico

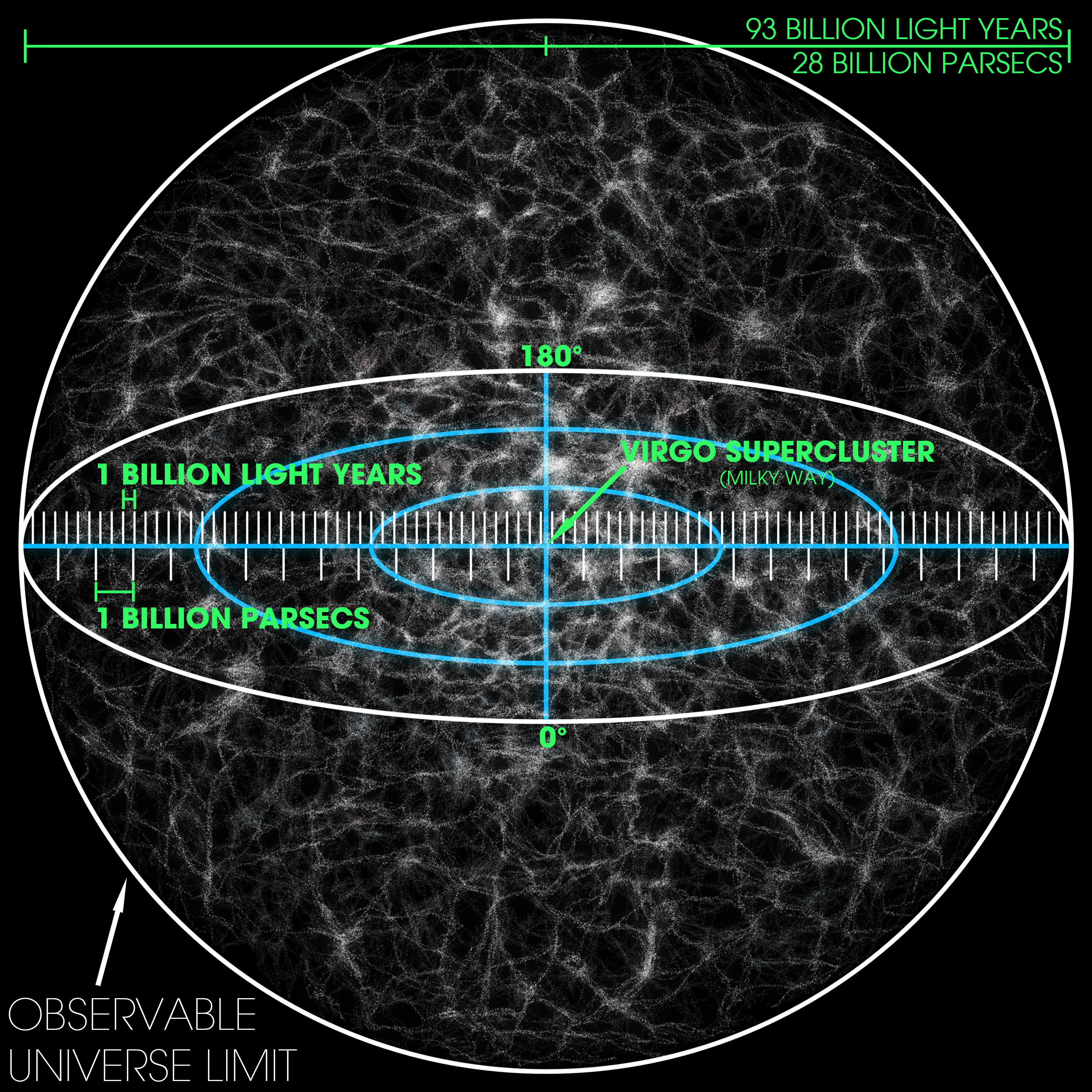
Universo observable tridimensional. La escala es tal que los granos finos representan colecciones de un gran número de supercúmulos. El supercúmulo de Virgo -sede de la Vía Láctea- se marca en el centro, pero es demasiado pequeño para ser visto en la imagen.

La Lora tiene por su disposición natural unas muy aceptables posibilidades para observar el Universo. 
- Al ser una superficie casi plana ofrece un horizonte espacial del cielo nocturno y superficial de casi una semiesfera a ras de suelo.

- Al no haber muchos habitantes y ser los pueblos pequeños no se produce mucha contaminación lumínica durante la noche, lo cual facilita la observación de las estrellas. Si hay quema de gas de la extracción de petróleo puede generar alguna dificultad en una zona muy concreta.

- Tampoco hay grandes áreas arboladas y si existen, los árboles no son de gran altura por lo que no impiden la observación nocturna.

- Está comunicado con 3 carreteras con varios puntos de acceso por lo que es relativamente fácil llegar.

- La altitud media de 1000 m hace que la capa atmosférica sea menos gruesa que a altitudes inferiores, lo cual facilita la observación astronómica.

- El viento sopla; por tanto facilita la observación al despejar la atmósfera de nubes y contaminación si la hubiera.

- Se pueden observar a simple vista planetas, constelaciones, estrellas, nebulosas, galaxias y otras agrupaciones de objetos celestes en las noches despejadas.

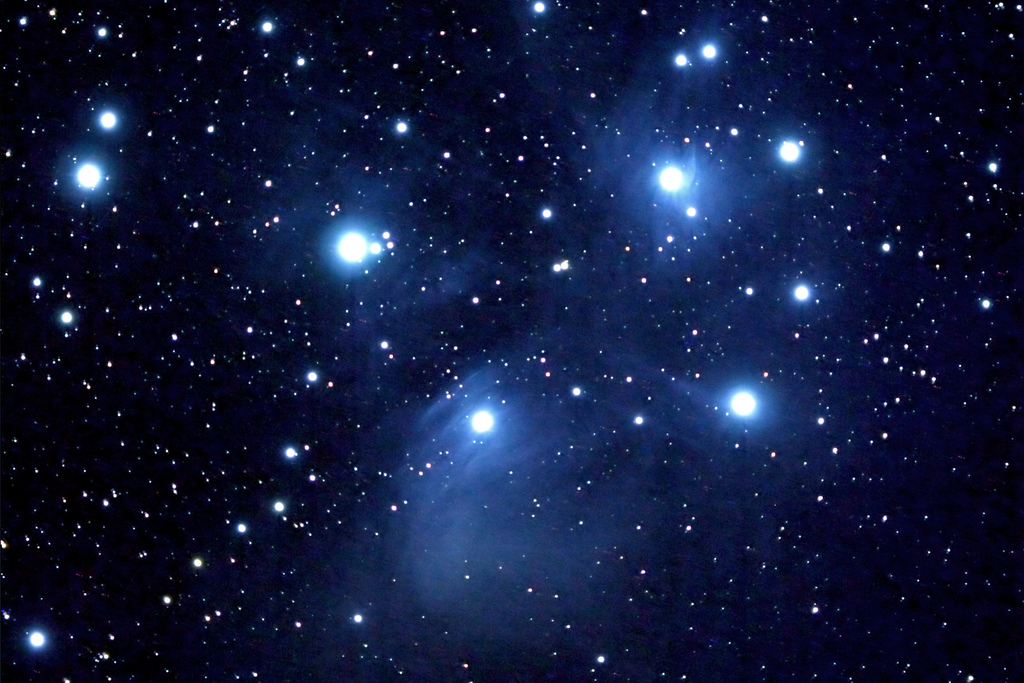

Aprovechando todas estas circunstancias, la Agrupación Astronómica Cántabra hizo una propuesta para construir un observatorio astronómico que se ha llevado a cabo con la Consejería de Medio Ambiente de Cantabria, inaugurándose en mayo de 2007.

Tal observatorio aprovecha las muy favorable condiciones naturales antes señaladas. La Universidad de Cantabria, a través del Instituto de Física de Cantabria (IFCA, CSIC-UC), lleva a cabo la coordinación de las actividades científicas, observacionales y didácticas, además de cursos de verano.

## Vías de comunicación
- El modo de acceder a La Lora es a través de la  BU-V-6222 [3] que la atraviesa. Tiene 2 puntos de enlace:  N-627  en Basconcillos del Tozo, y en San Felices del Rudrón con la   N-623 . Tiene un recorrido de 25 km.

- Desde Valderredible, saliendo desde Polientes y pasando por Rocamundo a través de la  C-757  se sube a La Lora.

- Otra carretera conduce hasta Ceniceros y San Andrés de Montearados. Conecta  con Moradillo del Castillo y Santa Coloma del Rudrón.

- También hay una serie de caminos que enlazan con otros pueblos del Valle del Rudrón como Tablada del Rudrón, Bañuelos del Rudrón, Covanera y Tubilla del Agua.

## Arqueología

### Enterramiento megalítico deLa Cabaña
En Sargentes de la Lora se localiza un dolmen, construido con bloques calizos, que se corresponde con el tipo de tumba denominado sepulcro de corredor. 
La estructura estaba definida en el interior de un amplio túmulo construido con amontonamientos de piedras y tierra, conservándose, en el área más favorable, un perímetro que desarrolla un radio de 9 metros desde el centro de la cámara.
Los elementos principales que caracterizan este megalito son una cámara de planta paracircular de tres metros de diámetro, definida por siete grandes ortostatos que superan los dos metros de altura; el acceso a esta cámara se realiza a través de un corredor de 5 metros de largo, que delimitan, de nuevo, ortostatos similares a los descritos y que sirven de apoyos a las grandes losas que cubrían el pasillo, de las que se conservan 3. 